# Lista portów lotniczych w Tunezji
Lista portów lotniczych w Tunezji, ułożonych alfabetycznie.
| Położenie     | ICAO | IATA | NAZWA LOTNISKA                 |
| Al-Burma      | DTTR | EBM  | Port lotniczy Al-Burma         |
| Al-Kasrajn    |      |      | Port lotniczy Al-Kasrajn       |
| Bordż Al-Amri | DTTI |      | Port lotniczy Bordż Al-Amri    |
| Dżerba        | DTTJ | DJE  | Port lotniczy Dżerba-Dżardżis  |
| Enfidha       | DTNH | NBE  | Port lotniczy Enfidha-Hammamet |
| Kabis         | DTTG | GAE  | Port lotniczy Kabis-Matmata    |
| Kafsa         | DTTF | GAF  | Port lotniczy Kafsa            |
| Kairuan       | DTTK | QKN  | Port lotniczy Kairuan          |
| Monastyr      | DTMB | MIR  | Port lotniczy Monastyr         |
| Ramada        | DTTD |      | Port lotniczy Ramada           |
| Safakis       | DTTX | SFA  | Port lotniczy Safakis          |
| Bizerta       | DTTB | OIZ  | Baza lotnicza Sidi Ahmed       |
| Tabarka       | DTKA | TBJ  | Port lotniczy Tabarka          |
| Tauzar        | DTTZ | TOE  | Port lotniczy Tauzar           |
| Tunis         | DTTA | TUN  | Port lotniczy Tunis            |